# The Actors Studio

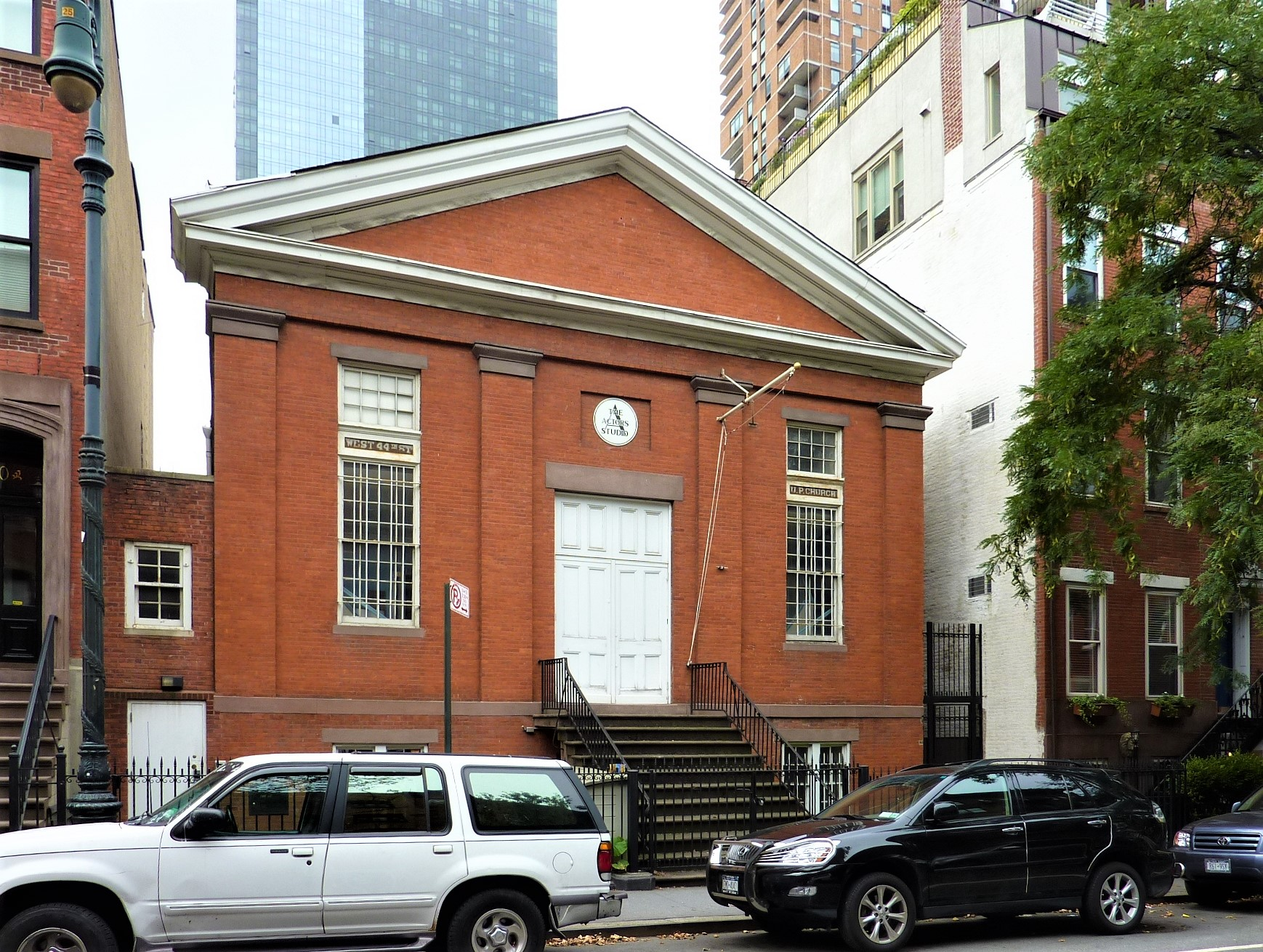
Das Actors Studio in der 44. Straße in Manhattan, beheimatet in einer ehemaligen presbyterianischen Kirche

The Actors Studio ist eine berühmte amerikanische Schauspielwerkstatt in New York City (Old Labor Stage, 432 West 44th Street) mit einer Filiale in West Hollywood (Actors Studio West). Das Studio hat die Form einer gemeinnützigen Organisation, deren Mitglieder professionelle, bereits ausgebildete Schauspieler sind. Im Studio arbeiten Schauspieler zusammen, um ihre schauspielerischen Fähigkeiten in einer experimentellen Umgebung weiterzuentwickeln, in der sie darstellerische Risiken ohne den Druck kommerzieller Rollen auf sich nehmen können. Das Studio bietet die Möglichkeit, entweder anderen Mitgliedern beim Spielen von Szenen zuzuschauen oder selbst vorzuspielen und sich dann der Kritik der anderen zu stellen. Auch der Fortbildung von Dramatikern und Regisseuren hat sich das Studio mit entsprechenden Abteilungen schon gewidmet.

## Geschichte
The Actors Studio wurde im Oktober 1947 von Elia Kazan, Cheryl Crawford und Robert Lewis in New York gegründet. Das Studio ist bekannt für die Verfeinerung und die Lehre des Method Acting (methodische Schauspielkunst). Sie wurde ursprünglich in den 1930er-Jahren von dem amerikanischen Schauspielkollektiv Group Theatre entwickelt und basiert auf den Innovationen Konstantin Stanislawskis. 1949 begann der mit den Gründern befreundete Lee Strasberg seine Lehrtätigkeit dort und war bald alleiniger Schauspiellehrer. 1951 wurde er zum künstlerischen Leiter ernannt, was er bis zu seinem Tod 1982 blieb. Unter seiner Leitung erreichte das Studio weltweite Anerkennung.
Von 1982 bis 1994 war Paul Newman President des Studios, ihm folgten Frank Corsaro und Arthur Penn. Seit dem Jahr 2000 fungieren Ellen Burstyn, Harvey Keitel und Al Pacino als gemeinschaftliche Presidents.
Das Studio bietet selbst keine Schauspielausbildung, betrieb aber von 1994 bis 2005 gemeinsam mit der New-School-Universität die Actors Studio Drama School in New York, an der Master-Studenten in Schauspiel ausgebildet wurden. Seit dem Herbst 2006 bietet das Actors Studio zusammen mit der Pace University ein dreijähriges Master-Studium (Master of Fine Arts) an. Unabhängig vom Actors Studio gibt es noch die 1969 von Lee Strasberg gegründete Schauspielschule Lee Strasberg Theatre and Film Institute.
Die Fernsehsendung Inside the Actors Studio, die auf dem amerikanischen Kabelfernsehsender Bravo ausgestrahlt wird, zeigt eingehende Interviews mit Schauspielern, viele davon Absolventen des Studios. In Deutschland läuft sie unter dem Titel Ungeschminkt und wird von 3sat, den Dritten Programmen der ARD und dem Digitalsender RTL Living ausgestrahlt.

## Berühmte Teilnehmer
In seiner langen Geschichte nahmen viele berühmte und erfolgreiche Schauspieler, Regisseure und Dramatiker an den Programmen des Studios teil, u. a.
- Edward Albee
- Carroll Baker
- Barbara Bain
- Joe Don Baker
- Alec Baldwin
- James Baldwin
- Anne Bancroft
- Warren Beatty
- Marlon Brando
- Bradley Cooper
- James Dean
- Robert De Niro
- Johnny Depp
- Gail Fisher
- Jane Fonda
- John Forsythe
- Dustin Hoffman
- Martin Landau
- Sidney Lumet
- Norman Mailer
- Steve McQueen
- Marilyn Monroe
- Paul Newman
- Al Pacino
- Chazz Palminteri
- Sean Penn
- Sydney Pollack
- Sidney Poitier
- Julia Roberts
- Mickey Rourke
- Eva Marie Saint
- Rod Steiger
- Christopher Walken
- Eli Wallach
- Robin Williams
- Tennessee Williams
- Paul Winfield
- Shelley Winters
- Joanne Woodward
- Natalia Wörner